# Kalenderhane-Moschee

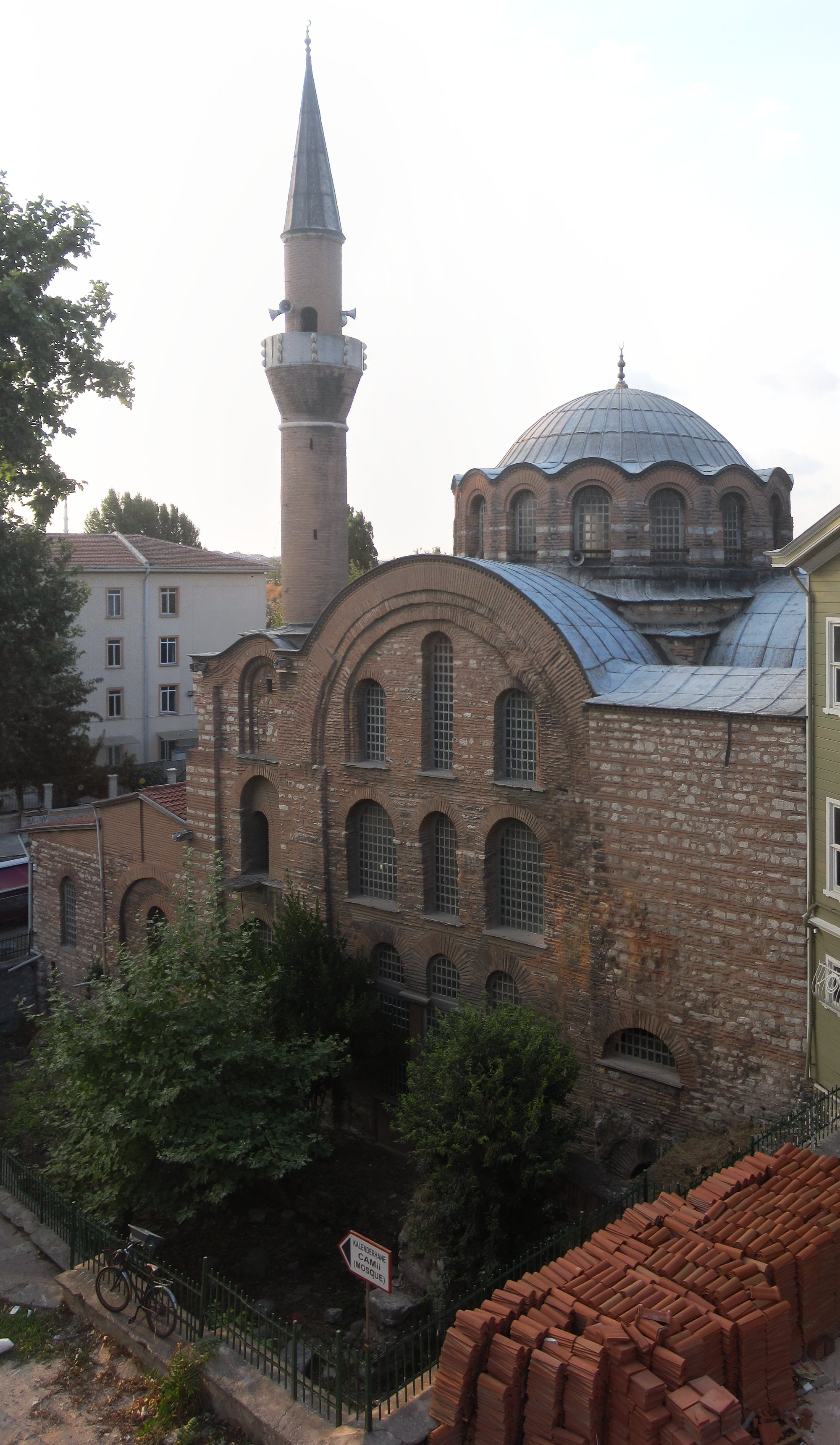
Ansicht der Südseite

Die Kalenderhane-Moschee (Kalenderhane Camii) ist eine 1746 zur Moschee umgewidmete, ehemalige griechisch-orthodoxe, in der ersten Hälfte des 13. Jahrhunderts bis 1261 katholische Kirche, die Maria, als Theotokos Kyriotissa (Herrin oder Siegbringende Gottesgebärerin) geweiht war. Das Gebäude befindet sich in der Istanbuler Altstadt (Şehzadebaşı) am östlichsten Ende des Valens-Aquädukts nahe der Universität Istanbul und stellt eines der wenigen Beispiele einer byzantinischen Kirche dar, die auf dem Grundriss eines griechischen Kreuzes mit einer Kuppel versehen war. Ihr Naos, der Gemeinderaum zwischen der Vorhalle (dem Narthex, auch Pronaos) und dem Altarraum, misst 19 mal 19 Meter. Zwischen der zweiten Hälfte des 15. Jahrhunderts und der Umwidmung zur Moschee nutzten die Kalenderi, wandernde Derwische, das Gebäude.

## Geschichte

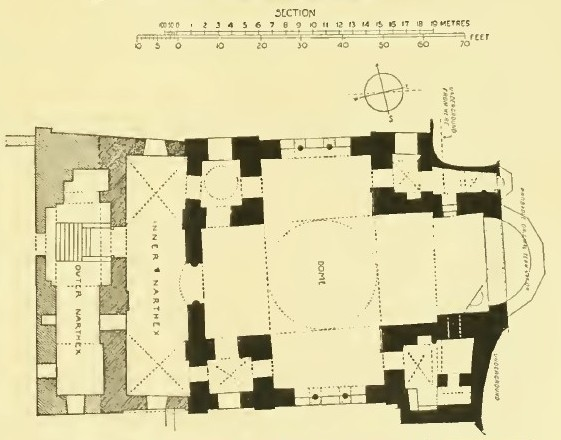
Grundriss

Ein hier bestehendes römisches Bad aus der Zeit um 400 wurde im 6. Jahrhundert durch eine Hallenkirche ersetzt mit einer Apsis, die Richtung Aquädukt wies. Südlich der Kirche entstand wohl im 7. Jahrhundert eine erheblich größere Kirche, schließlich entstand gegen Ende des 12. Jahrhunderts eine dritte Kirche, die Apsis und Sanktuar der zweiten integrierte. 1197 wurde sie durch ein Feuer schwer beschädigt. Die Kirche war von Klöstern umgeben.
Während des Lateinischen Kaiserreiches (1204–1261) wurde die nunmehr katholische Kirche von Franziskanern genutzt.

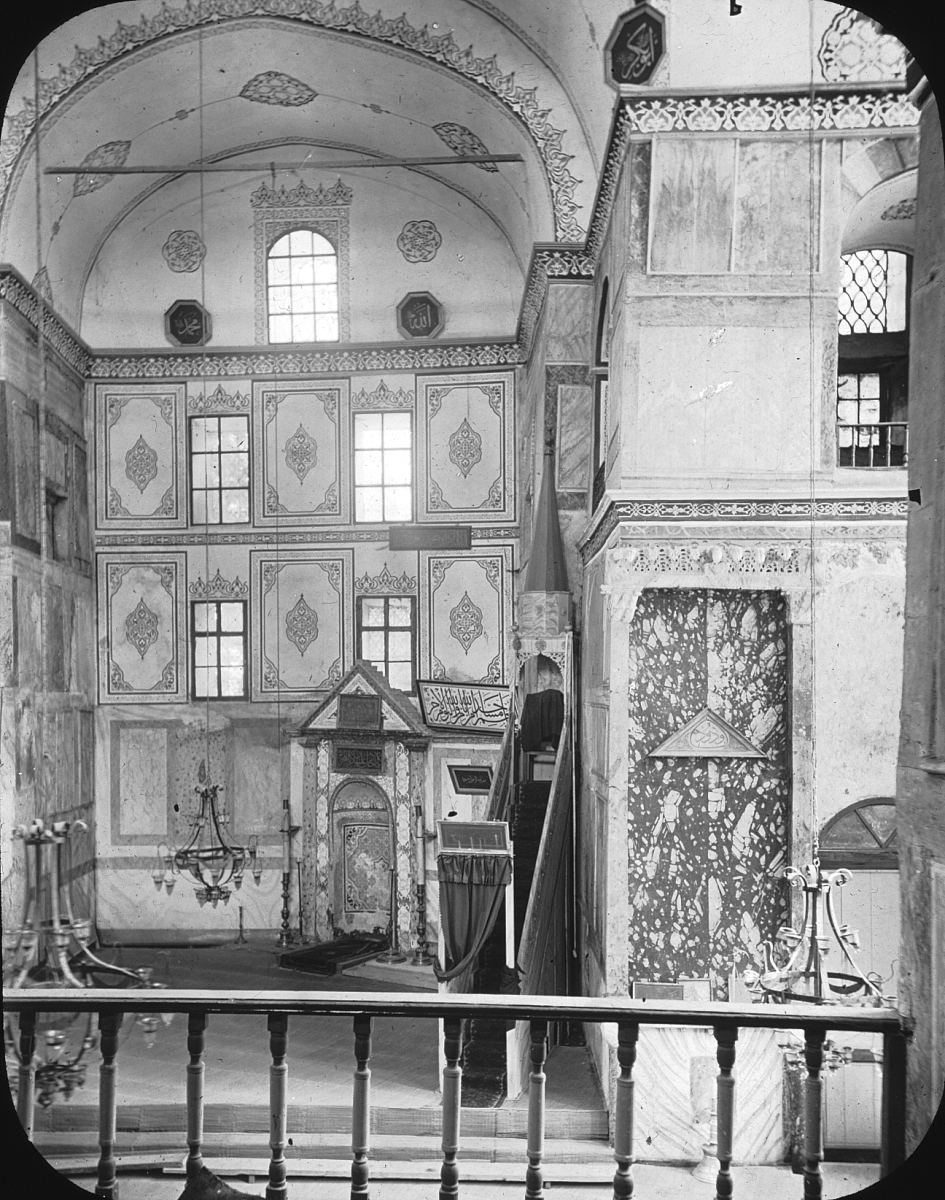
Blick von der rechten Galerie Richtung Chor, 1903, Brooklyn Museum Archives, Goodyear Archivaliensammlung

Sultan Mehmed II. übergab die Kirche den Kalenderi, wandernden Derwischen, die das Gebäude als zaviye (wörtlich: Ecke) und imaret (Armenküche) nutzten. Kalenderhane (persisch Qalandar-chāne; zu persisch-arabisch قلندر) bedeutet nichts weiter als ‚Haus der Kalenderi‘. Die materielle Grundlage bildete eine Stiftung (Waqf) mit Grundbesitz in Thrakien, dazu Hamams in Istanbul und Galata. Arpa Emini Mustafa Efendi ließ eine Schule (Mektep) und eine Medrese errichten.

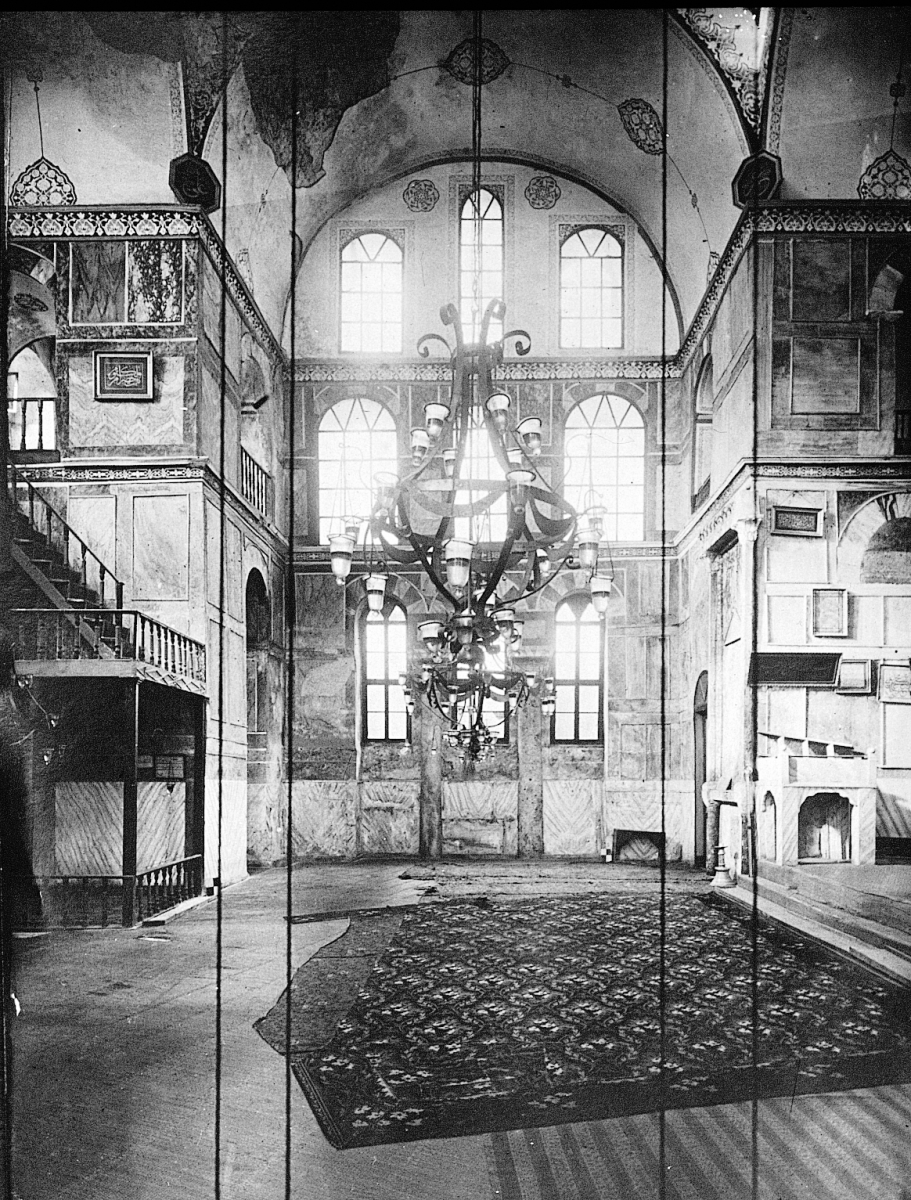
Innenraum, 1914, Goodyear-Sammlung

1746 ließ Hadschi Beşir Ağa († 1747), der Kizlar Agha, der Führer der Haremswächter im Topkapı-Palast, Mihrāb und Minbar (Gebetsnische und Kanzel) und Müezzin mahfili einrichten, um damit die Umwandlung der Kirche in eine Moschee zu vollenden. Bei letzterem handelt es sich um eine erhöhte Plattform gegenüber der Kanzel für den Muezzin.
Durch Feuer und Erdbeben stark in Mitleidenschaft gezogen, wurde das Gebäude 1855 und erneut zwischen 1880 und 1890 restauriert. Nach dem Zusammenbruch des Minaretts in den 1930er Jahren, als Istanbul nicht mehr die Hauptstadt der Republik Türkei war, wurde die Moschee aufgegeben und die Medrese abgerissen.

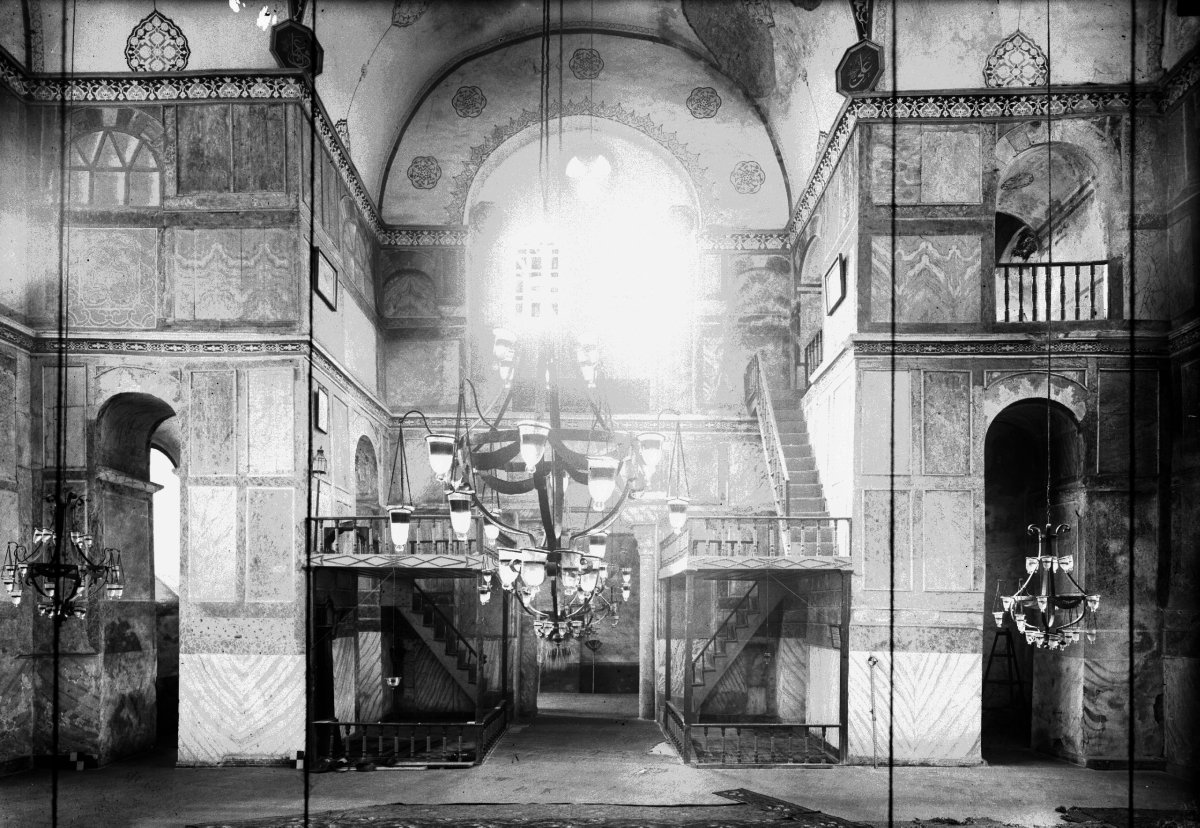
Blick vom Chor Richtung Eingang, 1914, Goodyear-Sammlung

In den 1970er Jahren erfolgte eine Restaurierung im ursprünglichen Aussehen des 12. Jahrhunderts unter Leitung von Cecil L. Striker und Doğan Kuban. Aber auch das Minarett und der Mihrab wurden wiederhergestellt, so dass der Moscheebetrieb wiederaufgenommen werden konnte.
Durch die Restaurierungsarbeiten ließ sich auch die Widmungsfrage klären. Bis dahin waren die Kirchen Theotokos tēs Diakonissēs und Christos ho Akatalēptos in Betracht gezogen worden. Ein Widmungsfresko in der südöstlichen Kapelle und ein weiteres Fresko über dem Haupteingang Richtung Narthex brachten hier Klarheit, denn beide nannten die „Kyriotissa“ (die auf dem Thron sitzende). Maria wird auf besagtem Thron sitzend dargestellt, während das Jesuskind zentral auf ihrem Schoß sitzt.

## Architektur und Innenausstattung

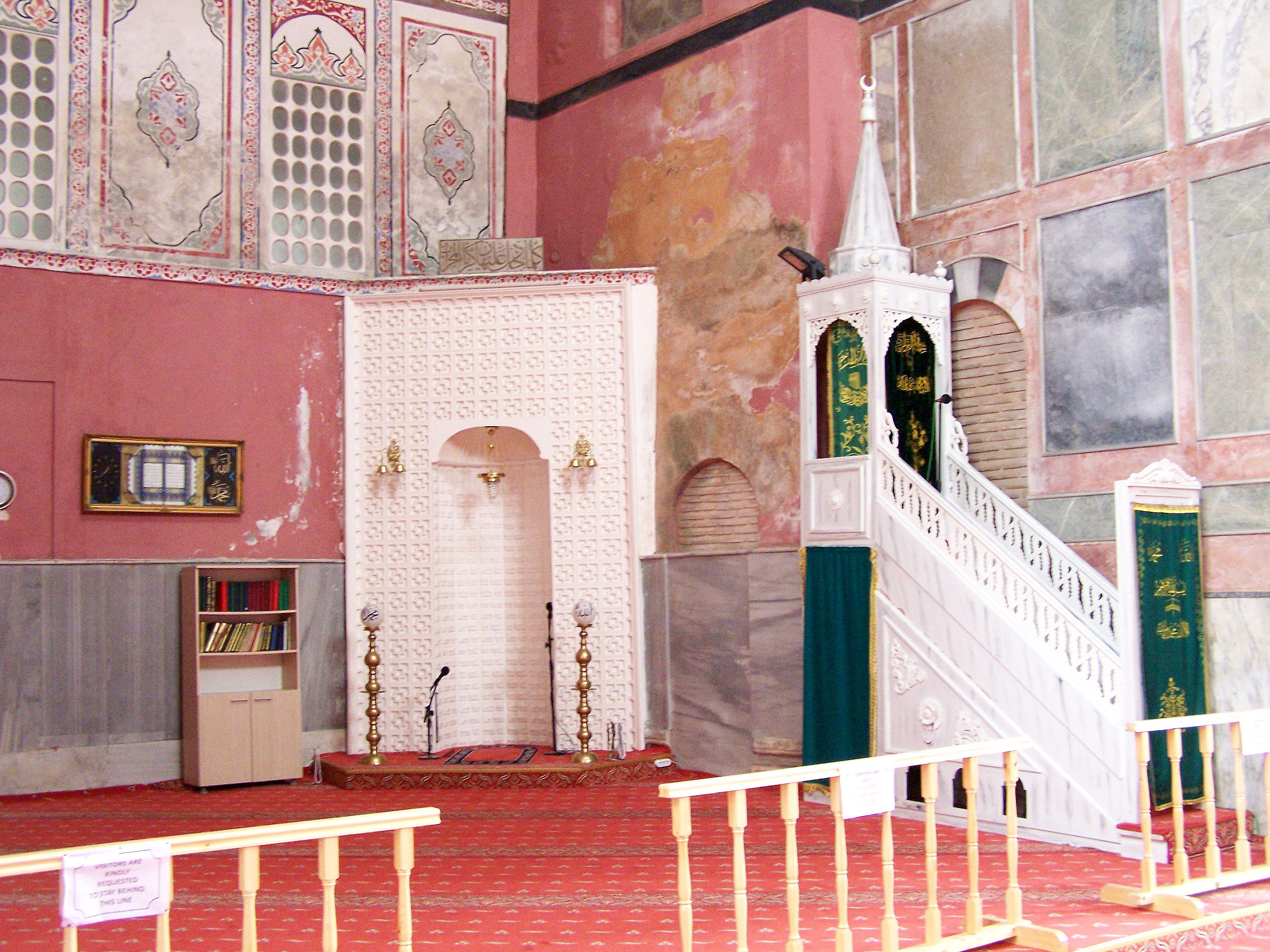
Sanktuar mit Mihrab und Minbar, 2009

Der Grundriss bildet ein griechisches Kreuz, das durch eine Kuppel mit 16 Rippen überwölbt ist. Typisch mittelbyzantinische Bauweise mit Ziegel- und Steinlagen im Wechsel, sowie der Esonarthex als Eingang und der Exonarthex als Ausgang an der Westseite kennzeichnen das Gebäude, wobei letzterer erst sehr viel später entstand. Zwei kleine Kapellen, die prothesis für die Aufbahrung und das diakonikon bestehen weiterhin; bei letzterem handelt es sich um einen Nebenraum, der mit der westlichen Sakristei vergleichbar ist.
Eine obere Galerie nach dem Vorbild der Pantokratorkirche (heute Zeyrek-Moschee) wurde 1854 entfernt, vielleicht wurden zu dieser Zeit auch die Gänge im Norden und Süden entlang des Hauptschiffes entfernt. Die hohen Dreibögen zwischen Hauptschiff und Nebenschiffen bilden nun die unteren Fenster der Kirche. Das Sanktuar liegt an der Ostseite, dennoch wurden Mihrab und Minbar in einer Ecke wiederhergestellt, um die Ausrichtung auf Mekka sicherzustellen.
Als eine der wenigen bildlichen Darstellungen überstand ein Mosaik von einem Quadratmeter Fläche, das die Praesentatio Jesu in Templo darstellt, den Ikonoklasmus. Auch ein Freskenzyklus aus der Zeit des Lateinischen Kaiserreichs wurde in einer Kapelle im Südostwinkel des Gebäudes entdeckt, das Franz von Assisi darstellt. Diese Darstellung gilt als älteste Darstellung des Heiligen, der wenige Jahre zuvor gestorben war. Beide Werke befinden sich heute im Archäologischen Museum der Stadt.